# Federico Cortonesi
Federico Cortonesi (Grosseto, 16 agosto 1916 – Ginevra, 23 febbraio 1947) è stato un pugile italiano, campione nazionale dei pesi piuma tra il 1944 e il 1946 e tragicamente morto dopo un combattimento sul ring di Ginevra.

## Biografia

### Carriera tra i dilettanti
Nel 1934, a Napoli, conquista il titolo di campione italiano dilettanti dei pesi gallo . Passato ai pesi piuma, vince la medaglia d'argento ai Campionati europei di pugilato dilettanti del 1937, allestiti a Milano. 
Nel 1939 e nel 1940, è campione italiano dilettanti nei pesi piuma. In tale anno è designato in rappresentanza dei pugili europei per incontrare il pari peso statunitense vincitore del Guanto d'oro di Chicago nell'annuale meeting allestito nella metropoli dell'Illinois ma è sconfitto.

### Carriera tra i professionisti
Esordisce a torso nudo il 15 giugno 1941, nei pesi piuma. Combatte 19 match in Italia tra il 1941 e il 1942, conseguendo 16 vittorie, una sconfitta e due pari. Affronta la sua prima trasferta all'estero a Stoccarda ottenendo un pari in 8 round contro il tedesco Peeters. Nel prosieguo del 1943 combatte con Gino Bondavalli, detentore contemporaneamente delle cinture italiane ed europee dei gallo e dei piuma, ottenendo una vittoria ed un pari in match senza titoli in palio. Il 7 novembre 1943 pareggia con il campione italiano ed europeo dei pesi leggeri Bruno Bisterzo, anche in questo caso senza titolo in palio. Finalmente, il 14 marzo 1944, a Milano, ottiene la chance di combattere per il titolo italiano dei pesi piuma e lo strappa a Bondavalli, ai punti in 12 riprese.
Accusando alcuni malesseri, Cortonesi si sottopone alla visita di un medico che gli riscontra una grave malattia del sangue e di conseguenza gli impone di sospendere qualsiasi attività sportiva.
Risale sul ring nell’immediato dopoguerra e subisce una dura sconfitta a Roma contro Ascenzo Botta (knock-out tecnico al secondo round). Poi mette in palio quattro volte il titolo italiano dei piuma, pareggiando con Attilio Pasotti e battendo Dario Origo, Alvaro Cerasani (KO al settimo round) e Alfredo Vivio. 
Il 19 agosto 1946, a Roma, batte molto faticosamente ai punti Adrien Kid Richer. Tre giorni dopo, a Udine, perde ai punti da Bruno Bisterzo ma scende nuovamente dal ring in preda a un forte malessere. Ricoverato d'urgenza a Milano, gli si riscontra una « reazione meningo encefalitica da intossicazione medicamentosa». È dimesso due mesi dopo con la prescrizione di almeno altri sessanta giorni di riposo assoluto. Nel frattempo, Il 30 ottobre 1946, è dichiarato decaduto dal titolo italiano per non averlo difeso negli ultimi sei mesi.

### La morte
Il 17 gennaio 1947, il pugile è dichiarato guarito ed in grado di riprendere gli allenamenti. Il mese dopo la FPI lo autorizza a combattere nuovamente. Il 21 febbraio 1947, a Ginevra, contro il peso leggero francese Georges Vignes, Cortonesi perde ai punti in otto riprese. Senza nemmeno conoscere il verdetto cade svenuto sul ring. Trasportato d'urgenza in ospedale muore il giorno 23.
La sua morte scatena in tutta Europa una dura opposizione mediatica contro il pugilato, tanto che la Federazione svizzera non autorizzò per diverso tempo altri match professionistici.